# Asian Kung-Fu Generation
Asian Kung-fu Generation (em japonês: アジアン・カンフー・ジェネレーション; romaniz.: Ajian Kanfū Jenerēshon; estilizado em letras maiúsculas) é uma banda de rock japonesa formada em Yokohama em 1996. Composta por Masafumi Gotoh (vocalista principal, guitarrista base), Kensuke Kita (guitarrista principal, vocalista de apoio), Takahiro Yamada (baixista, vocalista de apoio) e Kiyoshi Ijichi (baterista). A banda já teve diversos sucessos que serviram como aberturas de animes conhecidos, sendo elas:
- 遥か彼方 (Haruka Kanata), segunda abertura de Naruto;
- リライト (Rewrite), que tomou posto como a quarta abertura de Fullmetal Alchemist;
- アフターダーク (After Dark), que foi a sétima abertura de Bleach;
- ブラッドサーキュレーター (Blood Circulator), décima nona abertura de Naruto Shippuden;
- Re:Re:, abertura de Boku Dake Ga Inai Machi  (僕だけがいない街 / Erased);
- Abertura de どろろ (Dororo) (2019).

## História

### Época independente

#### 1996
No ano de 1996, no clube de música da faculdade, em Yokohama, Kensuke Kita, Takahiro Yamada e Masafumi Gotō se conheceram e formaram a banda; tempos depois Kiyoshi Ijichi, até então baterista de outro grupo universitário, se juntou a eles.
Começaram a compor músicas (com letras em inglês), e tocar na escola e em lugares pela área de Yokohama.

#### 2000–2002
Em 2000, lançam seu primeiro trabalho, junto ao artista Caramelman, o split-álbum Caramelman and Asian Kung-Fu Generation, e depois o primeiro álbum independente, o The Time Past and I Could Not See You Again, apenas com músicas em inglês.
Em 2001, compõem a primeira música em japonês, Konayuki, e a mandam para diversas rádios, especializadas em artistas independentes. Um DJ gostou do som e passou a tocá-lo em seu programa. Lançam então seu segundo álbum independente, desta vez com músicas em japonês, chamado I'm Standing Here. O sucesso crescente levou a trazer grande número de espectadores a seus shows, feitos na área de Tóquio e outras cidades. Nesse ano, passam a fazer shows regularmente em Shibuya, Shimokitazawa e Kichijo-ji.
Em 2002, participaram do CD de compilação da Under Flower Records (gravadora indie). Lançam, em novembro, o mini-álbum Houkai Amplifier, que os levaria a assinar com a Sony. Esse lançamento ficou em primeiro lugar na parada semanal da Highline Records e chegou ao 35º lugar na parada indie da Oricon. O sucesso do CD foi tamanho que o levou a ser excepcionalmente relançado pela Ki/oon Records (sub-selo da Sony Music), em 23 de Abril de 2003. A música "Haruka Kanata" (kanji: 遙か彼方; pt-BR: Lugar Distante) foi o segundo tema de abertura do anime Naruto.

### 2003–2005 - Kimi Tsunagi Five M e Sol-Fa

#### 2003
Seu primeiro show como artista principal foi em maio de 2003, no Shimokitazawa Club Shelter. Nesse ano, também passam por diversos festivais de verão, como o Fuji Rock Festival 03's. Em 6 de Agosto é lançado o primeiro single Mirai no Kakera e em 16 de Outubro o segundo, Kimi to iu Hana (que seria indicado e vencedor do SPACE SHOWER Music Video Awards 04, na categoria "Melhor Novo Artista"). Em Novembro sai, então, o primeiro álbum completo Kimi Tsunagi Five M.

#### 2004
Em 2004, começa a primeira turnê da banda como atração principal, chamada "Five nano seconds", com 13 shows. Seguem os lançamentos dos singles Siren e Loop & Loop. No dia 1 de Julho realizam a primeira edição do NANO-MUGEN FES., festival produzido pela banda com bandas japonesas e estrangeiras (normalmente dos EUA ou Reino Unido). Além disso, participam de mais 10 festivais de verão, como MEET THE WORLD BEAT, FUJI ROCK FESTIVAL 04 e ROCK IN JAPAN FES 04. Lançam depois os singles Rewrite (quarto tema de abertura de Full Metal Alchemist) e Kimi no Machi Made (indicado no SPACE SHOWER Music Video Awards 05, na categoria "Melhor Clipe Conceitual", da qual foi vencedor, e do MTV Video Music Awards Japan 2005, nas categorias "Melhor Video de Rock" e "Melhor Video de Grupo"). O segundo álbum Sol-Fa sairia dia 20 de Outubro, sendo nº1 na Oricon por duas semanas. Segue a turnê "Suicup 2004 - No! member, November", com o primeiro show principal no Nippon Budoukan. Sai, em 26 de novembro, o primeiro DVD da banda, com os videoclipes até então lançados, o Eizo Sakuhin Shu Dai 1 Kan.

#### 2005
Em 2005 fazem sua primeira turnê extensiva, a "Tour 2005 "Re:Re:"", de 14 de Março a 26 de Junho, tendo 48 shows em 38 cidades. Durante essa turnê, sai o segundo DVD da banda, o primeiro ao vivo, O "Eizo Sakuhin Shu Dai 2 Kan - Live at BUDOKAN +". É realizada a segunda edição do "NANO-MUGEN FES." no Yokohama Arena em 9 de Julho. Pela primeira vez é lançado o "NANO-MUGEN COMPILATION", CD com uma música de cada artista presente no festival. Nessa edição, o ajikan lança a música Blackout. Consolidando o sucesso crescente, aparecem no palco principal de diversos festivais de verão, como SUMMER SONIC 05 (TOKYO & OSAKA), ROCK IN JAPAN FES. 05, e RISING SUN ROCK FES. 2005. Segue o lançamento do single Blue Train (indicado e vencedor do SPACE SHOWER Music Video Awards 06, na categoria "Melhor Video de Grupo"). Fazem pequena turnê de 5 shows intitulada "Tour SUI CUP 2005 - winter the dragon", em Dezembro.

### 2006–2007 - Fanclub e hiato

#### 2006
No início de 2006 sai o 8º single, "World Apart". No mês seguinte sai o 3º álbum, Fanclub, em 15 de Março.
A turnê chamada "Tour 2006 "count 4 my 8 beat", com início em 24 de Abril, tem seus ingressos esgotados para os 38 shows. O NANO-MUGEN FES. 2006 ocorre em dois dias no YOKOHAMA ARENA, com participação de 12 bandas (7 japonesas, 2 americanas e 3 do Reino Unido). No NANO-MUGEN COMPILATION 2006 sai a música "Juuni Shinhou no Yuukei"
Na sequência dos festivais de verão, tocam pela primeira vez no palco principal do FUJI ROCK FES 2006, sendo esta a terceira aparição deles no festival.
Em 25 de Outubro, sai o primeiro álbum compilação, com as B-sides dos singles lançados até aquele momento, além da faixa "Kaiga Kyoshitsu" e de faixas gravadas ao vivo.
A primeira turnê em arenas, "TOUR SUI CUP 2006-2007 "The start of a new season"", durou entre 11 de Novembro a 11 de Janeiro de 2007. Aproximadamente 100 mil fãs foram a esta turnê.
Em 29 de Novembro sai "Aru Machi no Gunjou", nono single da banda, que foi tema do filme Tekkonkinkreet, escrito por Taiyo Matsumoto.

#### 2007
Em 2007, lançam o terceiro DVD, segundo ao vivo, "EIZO SAKUHIN SHU 3 KAN "Tour SUI CUP 2006-2007 - The start of a new season" em 21 de Março.
Neste ano excepcionalmente não realizam o NANO-MUGEN FES., que vinha sendo realizado desde 2004.
No fim do ano sai o single "After Dark", em 7 de Novembro, cuja faixa-título seria usada como abertura do anime Bleach.

### 2008 - World World World e Surf Bungaku Kamakura
Após um período sem lançamentos, 2008 começa com "Korogaru Iwa, Kimi ni Asa ga Furu", lançado em 6 de Fevereiro.
No mês seguinte, é lançado World World World, álbum que representa uma mudança no estilo geral da banda. O álbum atinge o primeiro lugar da parada Oricon.
Segue o lançamento do mini-álbum Mada Minu Ashita Ni, cujas músicas foram compostas na mesma época das do World World World. Desse mini-álbum é lançado o videoclipe da música "Mustang". O NANO-MUGEN FES. torna a acontecer, com 16 artistas. Nele, sai "Natsusemi", seguindo a tradição de lançar uma nova música a cada NMC.
Participam também do "WEEZER FESTIVAL", em 13 e 15 de Setembro.
15 de Outubro sai mais um single, "Fujisawa Loser", e Surf Bungaku Kamakura, 5º álbum de estúdio da banda, é lançado em 5 de Novembro. Esse álbum reúne algumas B-sides de singles, além de novas músicas, todas com nomes de cidades da linha de trem "Enoshima Electric Railway" (Enoden).
De 18 de Novembro a 18 de Dezembro realizam a turnê "Tour Suicup 2008 ~THE FINAL~".

### 2009–2011 - Magic Disk

#### 2009
Em 2009 houve lançamento dos DVDs Eizo Sakuhin Shu 5 e 6, o primeiro uma compilação de trechos de apresentações ao vivo e o segundo um DVD duplo com um show da turnê "Tour 2009: World World World". No fim do ano sai "Shinseiki no Love Song", 13º single da banda.

#### 2010
Em março de 2010, lançaran o single Solanin (ソラニン), tema de filme de mesmo nome, dirigido por Takahiro Miki, adaptação em live action do mangá homônimo criado pelo mangaká Inio Asano; assim como uma versão remixada de Mustang. Lançaram também "Maigoinu to Ame no Beat", tema de abertura do anime The Tatami Galaxy, ilustrado por Yusuke Nakamura, artista que assina as capas dos CDs da banda.
Em junho de 2010, a banda lançou o seu 6º álbum de estúdio, "Magic Disk".

#### 2011
Em março de 2011,com o terremoto seguido de tsunami, a banda teve de cancelar o resto da turnê "Vibration of Music Tour".
Para o Nano Mugen Festival 2011, a banda lançou duas novas músicas, Hikari e All Right Part2(esta última em parceria com Eriko Hashimoto, do Chatmonchy).

### 2012 (presente) - Landmark e Wonder Future
O ano de 2012 começo com o lançamento do álbum Best Hit AKG, em janeiro. E em 12 de setembro de 2012, um álbum chamado Landmark foi lançado acompanhado de uma turnê nacional.
Em maio de 2015 lançaram o álbum Wonder Future.
Lançaram o single "Right Now" acompanhado de um DVD intitulado Eizo Sakuhin Shu Vol.11 em 6 de janeiro de 2016.

## Discografia

### Álbuns de estúdio
- Hokai Amplifier (23.04.2003)
- Kimi Tsunagi Five M (19.11.2003)
- Sol-fa (20.10.2004)
- Fanclub (15.03.2006)
- Feedbackfile (25.10.2006)
- World World World (05.03.2008)
- Into An Unseen Tomorrow (11.06.2008)
- Surf Bungaku Kamakura (05.11.2008)
- Magic Disk (23.06.2010)
- ASIAN KUNG-FU GENERATION presents NANO-MUGEN COMPILATION 2012 (27.06.2012)
- Landmark (25.07.2012)
- Wonder Future (27.05.2015)
- Sol-fa (2016 Rerecorded Version) (30.11.2016)
- Hometown (05.12.2018)[8]

### EP
| #   | Título                                      | Lançamento             | nº Gravação |
| --- | ------------------------------------------- | ---------------------- | ----------- |
| 1st | Caramelman and Asian Kung-Fu Generation     | 2000                   |             |
| 2nd | The Time Past and I Could Not See You Again | 2000                   |             |
| 3rd | I'm Standing Here                           | 30 de novembro de 2001 |             |
| 4th | Hōkai Amplifier                             | 23 de abril de 2003    | KSCL-542    |
| 5th | Mada Minu Ashita ni                         | 11 de junho de 2008    | KSCL-1250   |

### Coletâneas
| Título                                                        | Lançamento              | nº Gravação |
| ------------------------------------------------------------- | ----------------------- | ----------- |
| ASIAN KUNG-FU GENERATION presents NANO MUGEN COMPILATION      | 8 de junho de 2005      | KSCL-827    |
| ASIAN KUNG-FU GENERATION presents NANO MUGEN COMPILATION 2006 | 5 de julho de 2006      | KSCL-998    |
| Feedback File                                                 | 25 de outubro de 2006   | KSCL-1050   |
| ASIAN KUNG-FU GENERATION presents NANO MUGEN COMPILATION 2008 | 9 de julho de 2008      | KSCL-1256   |
| ASIAN KUNG-FU GENERATION presents NANO MUGEN COMPILATION 2009 | 1 de julho de 2009      | KSCL-1407   |
| Feedback File 2                                               | 26 de fevereiro de 2014 |             |

### Singles
| Ano  | Título                              | Posições nas paradas | Álbum                  |
| Ano  | Título                              | Oricon               | Álbum                  |
| ---- | ----------------------------------- | -------------------- | ---------------------- |
| 2003 | "Mirai no Kakera"                   | 34                   | Kimi Tsunagi Five M    |
| 2003 | "Kimi to Iu Hana"                   | 14                   | Kimi Tsunagi Five M    |
| 2004 | "Siren"                             | 2                    | Sol-fa                 |
| 2004 | "Loop & Loop"                       | 8                    | Sol-fa                 |
| 2004 | "Rewrite"                           | 4                    | Sol-fa                 |
| 2004 | "Kimi no Machi Made"                | 3                    | Sol-fa                 |
| 2005 | "Blue Train"                        | 5                    | Fanclub                |
| 2006 | "World Apart"                       | 1                    | Fanclub                |
| 2006 | "Aru Machi no Gunjō"                | 4                    | World World World      |
| 2007 | "After Dark"                        | 5                    | World World World      |
| 2008 | "Korogaru Iwa, Kimi ni Asa ga Furu" | 6                    | World World World      |
| 2008 | "Fujisawa Loser"                    | 6                    | Surf Bungaku Kamakura  |
| 2009 | "Shinseiki no Love Song"            | 4                    | Magic Disk             |
| 2010 | "Solanin"                           | 2                    | Magic Disk             |
| 2010 | "Maigoinu to Ame no Beat"           | 6                    | Magic Disk             |
| 2012 | "Sore Dewa, Mata Ashita"            | 1                    | Sore Dewa, Mata Ashita |